# 山川充夫
山川 充夫（やまかわ みつお、1947年10月14日 - ）は、日本の経済地理学者、帝京大学教授、福島大学名誉教授。

## 経歴
愛知県蒲郡市生まれ。
1970年に愛知教育大学教育学部を卒業した後、東京大学大学院理学系研究科地理学専門課程に進学し、1975年に博士課程を中退し、東京都立大学 (1949-2011)（後の首都大学東京）理学部地理学教室の助手となった。
1980年に福島大学経済学部助教授（地域経済論担当）となり、1990年に教授に昇任し、1998年から2000年にかけて経済学部長、また2004年から2006年にかけて福島大学副学長（学務担当）、続けて2006年から2008年にかけて福島大学副学長（総務担当）を務めた。
この間、2005年に「大規模小売店舗の立地と商店街の再構築に関する経済地理学的研究」により東京大学から博士（学術）を取得した。
2008年、改組により福島大学人文社会学群経済経営学類教授となり、また、2009年にかけて学長特別補佐（評価担当）を務めた。2011年には、3月の東日本大震災を受けて7月に設けられた「うつくしまふくしま未来支援センター」のセンター長として、再び学長特別補佐となった。
この間、2006年から2012年にかけて、経済地理学会会長を務めた。
2013年に福島大学を定年退職して、帝京大学経済学部地域経済学科教授に転じ、2015年には帝京大学地域活性化研究センター長となった。

## 研究
山川は、経済地理学の立場から、特に福島県、東北地方で調査を重ね、製造業や商業の動向を分析する研究を長く続けた。1970年代半ばには地域構造研究会の有力メンバーの一人として活動し、いわゆる地域構造論の流れに与した。
東日本大震災以降には、原子力災害とその復興に関して、積極的に論考を発表している。

## 著書

### 単著
- 『大型店立地と商店街再構築：地方都市中心市街地の再生に向けて』（八朔社、2004年）
- 『原災地復興の経済地理学』（桜井書店、2013年）

### 編著
- 『日本経済と地域構造』（原書房、2014年）

### 共編著
- （柳井雅也）『企業空間とネットワーク』（大明堂、1993年）
- （帝京大学地域経済学科）『地域経済政策学入門』（八朔社、2017年）